# Càrn na Caim
Der Càrn na Caim ist ein als Munro und Marilyn eingestufter, 941 Meter hoher Berg in Schottland. Sein gälischer Name kann in etwa mit Felsspitze an der Kurve übersetzt werden.
Er liegt in der Council Area Highland, auf der Grenze zu Perth and Kinross in den Grampian Mountains östlich von Dalwhinnie im Nordosten der Drumochter Hills. Diese als Site of Special Scientific Interest (SSSI) ausgewiesene Berggruppe erstreckt sich westlich und östlich des Pass of Drumochter, über den mit der A9, der National Cycle Route 7 und der Highland Main Line die wichtigsten Straßen- und Eisenbahnverbindungen der Highlands in Nord-Süd-Richtung verlaufen.

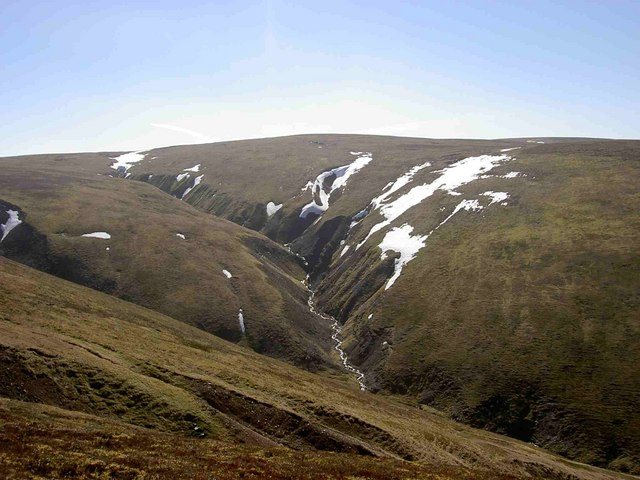
Die Nordwesthänge des Càrn na Caim

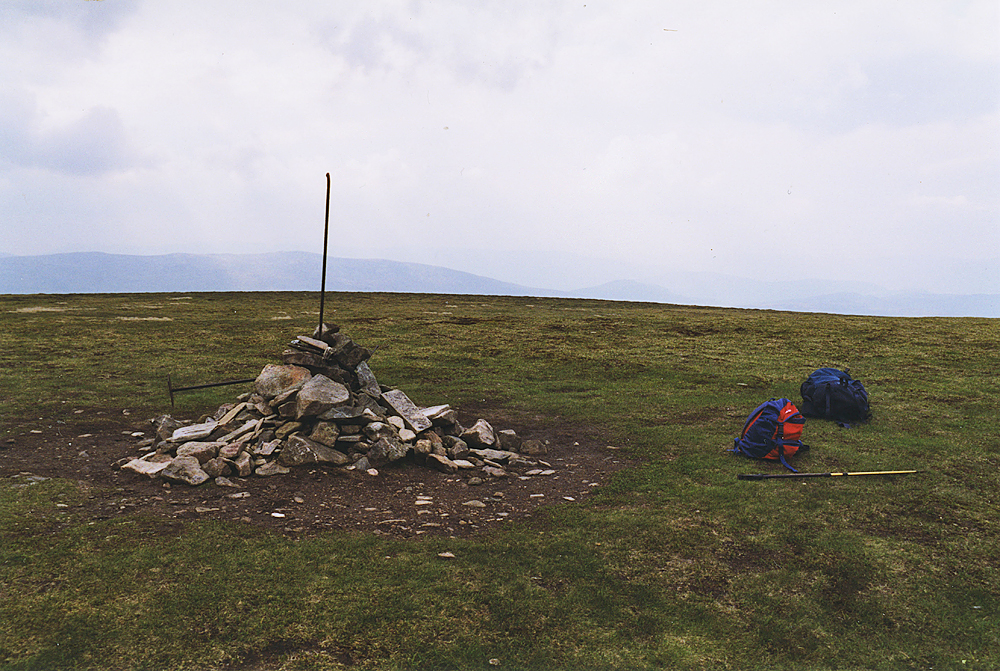
Der Gipfelcairn des Càrn na Caim

Der Càrn na Caim ist der höchste Punkt eines weitläufigen, von Heide und Moorland geprägten Hochplateaus, das sich zwischen dem Pass of Drumochter und dem östlich davon liegenden Glen Tromie erstreckt, und zu dessen Gipfeln insgesamt zwei Munros zählen. Südlich benachbart liegt der 936 Meter hohe A’ Bhuidheanach Bheag. Während der Càrn na Caim nach Süden und Osten nur mit sehr geringen Steigungen flach ausläuft und kaum als eigenständiger Gipfel wahrnehmbar ist, weist er im Norden und Westen steiler abfallende Hänge auf, die von Nordosten nach Südwesten von mehreren steilen, durch Grate getrennten Tälern und Schluchten durchschnitten werden. Nordöstlich liegt das Coire Chais, gefolgt vom Coire Cam, dem Coire Bhàthaich, dem Coire Ulleim und im Südwesten schließlich dem Coire nan Cisteachan. Der höchste Punkt des weitläufigen Plateaus ist durch einen Cairn gekennzeichnet und bietet gute Aussichten über Badenoch nach Nordwesten.
Ausgangspunkt für eine Besteigung des Càrn na Caim, die Munro-Bagger meist mit einer Tour auf den benachbarten A’ Bhuidheanach Bheag kombinieren, ist eine Parkmöglichkeit an der A9 südlich des Abzweigs der A889 bei Dalwhinnie. Der einfachste Anstieg verläuft südlich des Coire nan Cisteachan über einen Wirtschaftsweg steil ansteigend bis zum Hochplateau. Auf dem Plateau führt der Weg entlang einer alten Zaunreihe über mooriges Terrain nach Nordosten bis zum Gipfelcairn. Alternativ können auch die weiteren Grate auf der Nordwestseite genutzt werden, diese sind jedoch weglos. Weiterhin sind Besteigungen aus Richtung Osten durch Glen Tromie möglich, erfordern aber einen deutlich längeren Anmarsch.